# World Championship Tennis 1970
Il World Championship Tennis 1970 è stata una serie di tornei di tennis, rivale del Pepsi-Cola Grand Prix 1970.

## Calendario

### Legenda
| WCT Finals     |
| Serie regolare |

### Gennaio
Nessun evento

### Febbraio
| Settimana   | Torneo                                                                       | Vincitore                            | Finalista     | Semifinalisti        | Eliminati ai quarti                 |
| ----------- | ---------------------------------------------------------------------------- | ------------------------------------ | ------------- | -------------------- | ----------------------------------- |
| 2 febbraio  | U.S. Professional Indoor 1970 Filadelfia, USA Singolare - Doppio             | Rod Laver 6-3 8-6 6-2                | Tony Roche    |                      |                                     |
| 2 febbraio  | U.S. Professional Indoor 1970 Filadelfia, USA Singolare - Doppio             |                                      |               |                      |                                     |
| 9 febbraio  | Miami Open 1970 Hollywood, USA 25 000 $ - Cemento Singolare                  | Ken Rosewall 3–6, 6–2, 3–6, 7–6, 6–3 | Andrés Gimeno | Rod Laver Tony Roche | Tom Okker Fred Stolle Raymond Moore |
| 16 febbraio | South Texas Pro Championships 1970 Corpus Christi, USA Singolare - Doppio    | Ken Rosewall 6-2 6-0                 | John Newcombe |                      |                                     |
| 16 febbraio | South Texas Pro Championships 1970 Corpus Christi, USA Singolare - Doppio    |                                      |               |                      |                                     |
| 23 febbraio | Los Angeles Tennis Classic 1970 Los Angeles, USA 21 500 $ Singolare - Doppio | Dennis Ralston 7-5 4-6 6-1           | Rod Laver     |                      |                                     |

### Marzo
| Settimana | Torneo                                                                                                  | Vincitore                                          | Finalista                | Semifinalisti            | Eliminati ai quarti                                 |
| --------- | --- | -------------------------------------------------- | ------------------------ | ------------------------ | --------------------------------------------------- |
| 2 marzo   | Rothmans International London 1970 Londra, Gran Bretagna 24 000 $ - Sintetico indoor Singolare - Doppio | Marty Riessen 6-4 6-2                              | Ken Rosewall             | Tom Okker Butch Buchholz | Mark Cox Cliff Drysdale Niki Pilic Ismail El Shafei |
| 2 marzo   | Rothmans International London 1970 Londra, Gran Bretagna 24 000 $ - Sintetico indoor Singolare - Doppio | Marty Riessen Tom Okker 6–3, 13–11, 9–11, 2–6, 7–5 | Rod Laver Owen Davidson  | Tom Okker Butch Buchholz | Mark Cox Cliff Drysdale Niki Pilic Ismail El Shafei |
| 16 marzo  | Dunlop-Slazenger International Open 1970 Sydney, Australia 28 000 $ - Erba Singolare - Doppio           | Rod Laver 3-6 6-2 3-6 6-2 6-3                      | Ken Rosewall             |                          |                                                     |
| 16 marzo  | Dunlop-Slazenger International Open 1970 Sydney, Australia 28 000 $ - Erba Singolare - Doppio           | Ken Rosewall Fred Stolle 6-3 7-5                   | Roger Taylor Bill Bowrey |                          |                                                     |

### Aprile
| Settimana | Torneo                                                                            | Vincitore                              | Finalista                | Semifinalisti | Eliminati ai quarti |
| --------- | --------------------------------------------------------------------------------- | -------------------------------------- | ------------------------ | ------------- | ------------------- |
| 20 aprile | Dallas Invitation 1970 Dallas, USA 25 000 $ - Sintetico indoor Singolare - Doppio | Andrés Gimeno 6-2 6-3 6-2              | Roy Emerson              |               |                     |
| 20 aprile | Dallas Invitation 1970 Dallas, USA 25 000 $ - Sintetico indoor Singolare - Doppio | Roy Emerson Warren Jacques 6-4 6-8 6-4 | Fred Stolle Ken Rosewall |               |                     |

### Maggio
| Settimana | Torneo                                                                           | Vincitore                            | Finalista                   | Semifinalisti           | Eliminati ai quarti                                          |
| --------- | -------------------------------------------------------------------------------- | ------------------------------------ | --------------------------- | ----------------------- | ------------------------------------------------------------ |
| 4 maggio  | Atlanta Tennis Classic 1970 Atlanta, USA 25 000 $ Singolare - Doppio             | Tom Okker 6-4 10-8 6-2               | Dennis Ralston              |                         |                                                              |
| 4 maggio  | Atlanta Tennis Classic 1970 Atlanta, USA 25 000 $ Singolare - Doppio             | Tom Okker Marty Riessen 6-2 6-2      | Roy Emerson Pancho Segura   |                         |                                                              |
| 11 maggio | Howard Hughes Open 1970 Las Vegas, USA 47 000 $ - Cemento Singolare - Doppio     | Pancho Gonzales 6-1 7-5 5-7 6-3      | Rod Laver                   |                         |                                                              |
| 11 maggio | Howard Hughes Open 1970 Las Vegas, USA 47 000 $ - Cemento Singolare - Doppio     | Rod Laver Roy Emerson 8-6 8-6        | Cliff Drysdale Roger Taylor |                         |                                                              |
| 25 maggio | St. Louis WCT 1970 St. Louis, USA 30 000 $ - Sintetico indoor Singolare - Doppio | Rod Laver 6-1 6-4                    | Ken Rosewall                | Roy Emerson Fred Stolle | Ismail El Shafei Dennis Ralston Pierre Barthes John Newcombe |
| 25 maggio | St. Louis WCT 1970 St. Louis, USA 30 000 $ - Sintetico indoor Singolare - Doppio | Andrés Gimeno John Newcombe 6–4, 6–0 | Roy Emerson Rod Laver       | Roy Emerson Fred Stolle | Ismail El Shafei Dennis Ralston Pierre Barthes John Newcombe |

### Giugno
| Settimana | Torneo                                                                 | Vincitore                        | Finalista                  | Semifinalisti             | Eliminati ai quarti                                  |
| --------- | ---------------------------------------------------------------------- | -------------------------------- | -------------------------- | ------------------------- | ---------------------------------------------------- |
| 3 giugno  | Casablanca WCT 1970 Casablanca, Marocco Terra rossa Singolare - Doppio | John Newcombe 6-4 6-4 6-4        | Andrés Gimeno              | Pierre Barthes Niki Pilic | Ismail El Shafei Roger Taylor Marty Riessen Mark Cox |
| 3 giugno  | Casablanca WCT 1970 Casablanca, Marocco Terra rossa Singolare - Doppio | Mark Cox Graham Stilwell 6-4 6-4 | Marty Riessen Roger Taylor | Pierre Barthes Niki Pilic | Ismail El Shafei Roger Taylor Marty Riessen Mark Cox |

### Luglio
| Settimana | Torneo                                                                                      | Vincitore                              | Finalista             | Semifinalisti           | Eliminati ai quarti                                     |
| --------- | ------------------------------------------------------------------------------------------- | -------------------------------------- | --------------------- | ----------------------- | ------------------------------------------------------- |
| 27 luglio | Louisville Open 1970 Louisville, Stati Uniti 25 000 $ - Cemento – 16S/8D Singolare - Doppio | Rod Laver 6-3 6-3                      | John Newcombe         | Tony Roche Ken Rosewall | Cliff Drysdale Andrés Gimeno Roy Emerson Dennis Ralston |
| 27 luglio | Louisville Open 1970 Louisville, Stati Uniti 25 000 $ - Cemento – 16S/8D Singolare - Doppio | John Newcombe Tony Roche 8-6, 5-7, 6-4 | Roy Emerson Rod Laver | Tony Roche Ken Rosewall | Cliff Drysdale Andrés Gimeno Roy Emerson Dennis Ralston |

### Agosto
| Settimana | Torneo | Vincitore                          | Finalista                      | Semifinalisti              | Eliminati ai quarti                            |
| --------- | --- | ---------------------------------- | ------------------------------ | -------------------------- | ---------------------------------------------- |
| 3 agosto  | U.S. Pro Tennis Championships 1970 Boston, Massachusetts, Stati Uniti 50 000 $ – Cemento – 32S/16D Singolare - Doppio | Tony Roche 3-6, 6-4, 1-6, 6-2, 6-2 | Rod Laver                      | Roy Emerson Cliff Drysdale | Arthur Ashe Jaime Fillol Jan Kodeš Ray Ruffels |
| 3 agosto  | U.S. Pro Tennis Championships 1970 Boston, Massachusetts, Stati Uniti 50 000 $ – Cemento – 32S/16D Singolare - Doppio | Roy Emerson Rod Laver 6-1, 7-6     | Ismail El Shafei Torben Ulrich | Roy Emerson Cliff Drysdale | Arthur Ashe Jaime Fillol Jan Kodeš Ray Ruffels |
| 17 agosto | Colonial National Invitation Championships 1970 Fort Worth, USA 22 500 $ - Cemento Singolare - Doppio                 | Rod Laver 6-3 7-5                  | Roy Emerson                    |                            |                                                |
| 17 agosto | Colonial National Invitation Championships 1970 Fort Worth, USA 22 500 $ - Cemento Singolare - Doppio                 | Rod Laver Roy Emerson 6-2 6-2      | John Newcombe Raymond Moore    |                            |                                                |

### Settembre
| Settimana    | Torneo                                                                                                 | Vincitore                         | Finalista                 | Semifinalisti | Eliminati ai quarti |
| ------------ | --- | --------------------------------- | ------------------------- | ------------- | ------------------- |
| 29 settembre | Rothmans Vancouver International 1970 Vancouver, Canada 40 000 $ - Sintetico indoor Singolare - Doppio | Rod Laver 6-2 6-1 6-2             | Roy Emerson               |               |                     |
| 29 settembre | Rothmans Vancouver International 1970 Vancouver, Canada 40 000 $ - Sintetico indoor Singolare - Doppio | Rod Laver Roy Emerson 6-2 6-1 6-2 | Pierre Barthes Niki Pilic |               |                     |

### Ottobre
| Settimana  | Torneo                                                                    | Vincitore                           | Finalista                    | Semifinalisti | Eliminati ai quarti |
| ---------- | ------------------------------------------------------------------------- | ----------------------------------- | ---------------------------- | ------------- | ------------------- |
| 5 ottobre  | Midland Pro Championships 1970 Midland, USA 15 000 $ Singolare - Doppio   | Roger Taylor 2-6 7-6 6-1            | John Newcombe                |               |                     |
| 5 ottobre  | Midland Pro Championships 1970 Midland, USA 15 000 $ Singolare - Doppio   | John Newcombe Owen Davidson 7-6 6-4 | Mark Cox Graham Stillwell    |               |                     |
| 12 ottobre | Tucson Dunlop Tennis Classic 1970 Tucson, USA 15 000 $ Singolare - Doppio | Marty Riessen 6-1 6-4               | Roy Emerson                  |               |                     |
| 12 ottobre | Tucson Dunlop Tennis Classic 1970 Tucson, USA 15 000 $ Singolare - Doppio | Pancho Gonzales Roy Emerson 7-6 6-3 | Dennis Ralston Marty Riessen |               |                     |

### Novembre
Nessun evento

### Dicembre
Nessun evento

## Eventi speciali
| Settimana        | Torneo                                                                         | Vincitore               | Finalista    | Semifinalisti | Eliminati ai quarti |
| ---------------- | ------------------------------------------------------------------------------ | ----------------------- | ------------ | ------------- | ------------------- |
| gennaio - luglio | Tennis Champions Classic 1970 Varie località, USA 200 000 $ Singolare - Doppio | Rod Laver 6–4, 6–3, 6–3 | Ken Rosewall |               |                     |
| gennaio - luglio | Tennis Champions Classic 1970 Varie località, USA 200 000 $ Singolare - Doppio |                         |              |               |                     |